# Estat de l'art
Estat de l'art, és un anglicisme derivat de l'expressió state of the art (literalment estat de l'art), utilitzat per a la investigació-acció. L'expressió anglesa es pot traduir al català també com a "capdavanter", "l'últim" o "[el més] avançat"; per exemple, state of the art technology es tradueix dins del context cultural hispà, és a dir, no literal, com a "tecnologia punta" o "tecnologia de punta", "l'últim en tecnologia" o "tecnologia d'avantguarda". També es pot dir més fàcilment en el cas d'assajos, "l'estat d'aquesta temàtica actualment i els seus avanços".
Dins de l'ambient tecnològic industrial, s'entén com a "estat de l'art", "estat de la tècnica" o "estat de la qüestió", tots aquells desenvolupaments d'última tecnologia realitzats a un producte, que han estat provats en la indústria i han estat acollits i acceptats per diferents fabricadores.
En anglès, la frase va unida amb guions quan s'utilitza com adjectiu: This machine is an example of state-of-the-art technology. En català no es compleix aquesta convenció, encara que pot aplicar-se igualment.
En el camp de la propietat industrial, especialment en el camp de les patents, se sol denominar Estat de la Tècnica o "prior art". Es defineix mitjançant tot allò que ha estat publicat, ja sigui al país on es busca la patent o a tot el món, abans de la data de sol·licitud de la patent.

## Tesis doctorals
Dins d'un escrit acadèmic tècnic (i per calc del llenguatge acadèmic que es nodreix de l'anglès), es denomina Estat de l'Art a la base teòrica sobre la qual se sustenta l'escrit, o la qual es rebat en el desenvolupament posterior en l'escrit i que forma part introductòria d'aquest. És freqüent que el segon capítol d'una tesi doctoral en enginyeries es denomini "Estat de l'art" on es fa un repàs de les tècniques relacionades amb aquesta tesi doctoral. Aquest capítol és fonamental per explicar les aportacions al coneixement que realitza la tesi a l'estat del coneixement actual.
L'origen de l'expressió, molt probablement, es deu a Aristòtil en el llibre primer de Metafísica, on classifica el coneixement en ciència, art i experiència.
- La ciència busca el coneixement per la mera curiositat innata de l'ésser humà. De fet el llibre primer de Metafísica d'Aristòtil comença amb la seva famosa frase «Tots els homes tenen per naturalesa el desig de saber» (Elcho Pa, 1988:45). La ciència no busca cap utilitat en la recerca del coneixement, sinó satisfer la pròpia curiositat innata de l'ésser humà. Així doncs són ciències la filosofia, les matemàtiques, la física, la biologia, la química, etc.
- El art, a diferència de la ciència, busca una utilitat a la recerca del nou coneixement, com fer millors ponts amb un menor cost de materials i fabricació, com guarir certes malalties o com posar un home en la lluna. Així doncs, segons la classificació aristotèlica, art és la medicina, l'arquitectura, la informàtica i la resta d'enginyeries, però també la música, la poesia, la pintura, etc. No obstant això, són aquestes últimes les que s'han ensenyorit en l'actualitat del terme i són les que tothom entén per art.
- Finalment, Aristòtil es refereix a l'experiència com el coneixement que posseeixen els diferents oficis, pescador, agricultor, fuster, etc.

Això explica que en les tesis doctorals realitzades en ciències, aquest capítol es cridi Estat de la Ciència i en enginyeries en general Estat de l'art.